# Seth B. Benson
Seth Bertram Benson (* 7. Mai 1905 im Kern County, Kalifornien; † 2. November 2005 in Inverness, Kalifornien) war ein US-amerikanischer Biologe. Sein Forschungsschwerpunkt war die Mammalogie.

## Leben
1911 zog Bensons Familie nach Two Harbors, Minnesota, kehrte dann aber 1914 nach Kalifornien zurück, wo sie bis 1923 in San Fernando lebten. 1928 erlangte Benson den Bachelor of Arts in Zoologie von der University of California at Berkeley. 1933 wurde er unter der Leitung von Joseph Grinnell zum Ph.D. promoviert. 1927 wurde er zum Mitglied in den Studentenverbindungen Phi Beta Kappa und Phi Sigma und 1930 in die Organisation Sigma Xi gewählt. Im Dezember 1928 heiratete er Helen Emma Dennis in Berkeley. Nach Abschluss seines Studiums war er noch ein weiteres Jahr lang Assistenzkurator, eine Position, die er seit 1932 innehatte. Danach war er 1934 bis 1935 Assistenzkurator für Säugetiere am Museum of Zoology, University of Michigan. Im Juli 1935 nahm er eine Dozentenstelle für Wirbeltierzoologie und eine Assistenzkuratorenstelle für Säugetiere im Museum of Vertebrate Zoology (MVZ) an.
Benson wurde 1940 zum Assistenzprofessor für Zoologie und 1945 zum außerordentlichen Professor und außerordentlichen Kurator für Säugetiere befördert. Seine Forschung konzentrierte sich auf die Systematik und Evolution der Säugetiere, insbesondere des amerikanischen Südwestens.
1933 erschien Bensons Monographie Concealing Coloration Among Some Desert Rodents of the Southwestern United States, die auf seiner Doktorarbeit basierte. Insgesamt veröffentlichte er während seiner Karriere 42 Arbeiten, die letzte 1961 über ein nomenklatorisches Problem bei Forellen. Benson beschrieb mehrere Unterarten, darunter Chaetodipus californicus bernardinus, Chaetodipus intermedius crinitus, Chaetodipus intermedius rupestris, Spermophilus variegatus tularosae, Chaetodipus spinatus lambi, Dipodomys merriami vulcani, Perognathus amplus cineris und Perognathus parvus trumbullensis. 1939 beschrieb er die Sonora-Erntemaus (Reithrodontomys burti), die er nach William Henry Burt benannte.
Bensons Hauptfach bei seinen Lehraufträgen war die Säugetierbiologie, die er etwa von 1953 bis 1968 lehrte. Außerdem waren die Säugetiere ein Hauptgegenstand seines klassischen Museumslehrgangs über die Naturgeschichte der Wirbeltiere, den er von 1935 bis 1968 gab. Von 1936 bis 1946 wirkte er bei einem Kurs mit dem Titel Economic Vertebrate Zoology mit, der ein Vorläufer der späteren Angebote im Bereich Wildtiermanagement und Ökologie war. Auf der Graduiertenebene gab er häufig einen Seminarkurs über Artbildung. Mindestens sechs Doktoranden schlossen ihr Studium unter seiner Betreuung ab, darunter Charles S. Thaeler, Jr., der selbst ein bekannter Mammaloge war. 
Seine Beiträge zu den Sammlungen des MZV waren von großer Bedeutung. Er stiftete 13.639 seiner eigenen Exemplare, steuerte 1262 katalogisierte Fotografien bei und produzierte 25 gebundene Bände seiner Feldnotizen. 
Benson beteiligte sich in mäßigem Maße in professionellen Organisationen. Von 1942 bis 1947 war er Schriftführer bei der American Society of Mammalogists und für eine Amtszeit von drei Jahren (1947–1949) gewählter Direktor. Für mindestens drei kurze Zeiträume war er in Abwesenheit des Direktors amtierender Direktor des MVZ. Benson war aktiv bei den Biosystematics, einer Gruppe von Evolutionsbiologen in der Bay Area, wo er von 1957 bis 1960 als Sekretär tätig war. In den Jahren 1960 bis 1961 war er Präsident der Pazifik-Sektion der Society for Systematic Zoology. 
Nach seiner Pensionierung im Jahr 1969 zog Benson nach Inverness und schenkte der Universität sein Haus in Kensington. In seinem neuen Zuhause engagierte er sich in der Lokalpolitik und forschte über die Nahrungsökologie von Kolibris.

## Dedikationsnamen
Nach Benson sind die Unterarten Chaetodipus californicus bensoni und Eptesicus hottentotus bensoni benannt.